# Idaea circellata
Idaea circellata är en fjärilsart som beskrevs av Achille Guenée 1858. Idaea circellata ingår i släktet Idaea och familjen mätare. Inga underarter finns listade i Catalogue of Life.